# 아나콘다 (인스톨러)
아나콘다(Anaconda)는 설치 소프트웨어 가운데 하나다. 레드햇에서 만들었으며 칼데라 오픈리눅스 설치 소프트웨어 이름이 리자드(도마뱀)인 것에서 도마뱀을 먹는 비단뱀을 뜻하는 아나콘다라는 이름이 지어졌다. 콘솔판과 GUI판을 함께 제공하기 때문에 컴퓨터 환경에 대해 유연하는 이점이 있다. 파이썬과 C로 만들어졌으며 GUI판에는 PyGTK가, 텍스트판에는 python-newt가 쓰였다. 킥스타트 파일은 자동으로 설치 설정을 해주며 사용자가 최소한의 설치중 감독을 할 수 있다.
현재 GNU 일반 공중 사용 허가서(GNU GPL) 2판을 따르고 있다.

## 아나콘다가 포함된 운영체제
- 레드햇 엔터프라이즈 리눅스
- 페도라
- Oz 리눅스
- 사바용 리눅스
- 비다리눅스
- 아시아눅스
- CentOS
- 로키 리눅스

## 같이 보기
- YaST
- 데비안 인스톨러
- 유비퀴티 (소프트웨어)